# كوردو
كوردو (بالألمانية: Kurdo) هو رابر ألماني شهير من أصل عراقي- كردي.
ولد كوردو في العراق وهاجرت عائلته إلى ألمانيا وهو في سن الثامنة، حيث استقروا في مدينة هايدلبرغ الألمانية. بدأ كوردو حياته الفنية عام 2011 وكان يبلغ وقتها السابعة عشر من العمر عبر موقع يو تيوب حيث لقيت أغانيه وقطع الراب التي أنزلها على الموقع على قبول واسع أونلاين مما دعت شركة Azzlackz الألمانية بإدارة الرابر Haftbefehl الألماني التركي الكردي الأصل إلى توقيع عقد معه.
ومع أن كوردو ترك شركة الإسطوانات بعد فترة أشهر فقط، الا أن شعبيته كانت واسعة وسرعان ما وقّع مع شركة Beefhaus الألمانية حيث أصدر عام 2012 Mixtape بعنوان 11ta Stock Sound لقي رواجا كبيرا خصوصا مع أغنية الراب Nike Kappe umgekehrt.
ألبومه الأول الصادر له في يناير/كانون الثاني 2014 بعنوانSlum Dog Millionär  دخل فورا لائحة أنجح الإسطوانات المباعة في كل من ألمانيا والنمسا وسويسرا ومحتلا مراكز عالية، منذ الأسبوع الأول. كوردو تعاون في تحضير الألبوم مع عدد من فناني الراب والهيب هوب الألمان من مختلف القوميات والأصول نذكر منهم Eko Fresh, KC Rebell, Mosh36, Nazar, Kontra K

## الألبومات
- 2014: Slum Dog Millionaer
  - وصل الألبوم إلى المرتبة 6 في لائحة أليومات ألمانيا، والمرتبة 16 في سويسرا والمرتبة 28 في النمسا.

## الميكس تايب
- 2012: 11ta Stock Sound

## الأغاني
- 2011: Wir sind nicht wie du
- 2011: 11ta Stock Sound مع Atillah 78
- 2012: Symphonie #18 - Wir sind nicht wie du Part II
- 2012: 60 Bars
- 2012: Nike Kappe umgekehrt
- 2012: G für sie
- 2013: 11tsd
- 2013: Vermisse dich مع Niqo Nuevo
- 2014: Paranoid

## وصلات خارجية
- كوردو على موقع ميوزك برينز (الإنجليزية)
- كوردو على موقع أول ميوزيك (الإنجليزية)
- كوردو على موقع ديسكوغز (الإنجليزية)

- الموقع الرسمي kurdo11.de نسخة محفوظة 28 يناير 2014 على موقع واي باك مشين.